# Rosenau (Germania)
Rosenau è un comune di 865 abitanti del Brandeburgo, in Germania.

Appartiene al circondario (Landkreis) di Potsdam-Mittelmark (targa PM) ed è parte della comunità amministrativa (Amt) di Wusterwitz.

## Geografia antropica

### Suddivisioni amministrative
Il territorio comunale comprende 5 centri abitati (Ortsteil):
- Gollwitz
- Rogäsen
- Viesen
- Warchau
- Zitz